# Sự kiện vật thể tầm cao Yukon 2023
Ngày 11 tháng 2 năm 2023, NORAD theo chỉ đạo của Bộ trưởng Bộ Quốc phòng Canada và Tham mưu trưởng Bộ Quốc phòng đã bắn hạ một vật thể không xác định trên Yukon.
Sau khi tuyết rơi trong khu vực khiến các mảnh vỡ trở nên khó tìm, cuộc tìm kiếm đã bị đình chỉ vào ngày 17 tháng 2.

## Bối cảnh
Vật thể này bị bắn hạ một ngày sau khi một vật thể tầm cao ở Alaska bị bắn hạ và một tuần sau vụ khinh khí cầu do thám của Trung Quốc năm 2023.

## Phát hiện và đường bay
Thủ tướng Canada Justin Trudeau said cho biết NORAD đã theo dõi vật thể này và triển khai máy bay của Mỹ và Canada. Hai chiếc F-22 của Không quân Mỹ từ  Căn cứ Liên hợp Elmendorf–Richardson, được máy bay tiếp nhiên liệu yểm trợ đã theo dõi vật thể trên không phận nước Mỹ và tiếp tục theo dõi khi nó đi vào không phận Canada. Các máy bay CF-18 và CP-140 của Không quân Hoàng gia Canada đã tham gia đội hình giám sát vật thể này sau khi nó đi vào không phận Canada.

## Mô tả vụ việc
Theo tờ The Wall Street Journal, vật thể này dường như là một "quả bóng kim loại nhỏ có tải trọng được buộc chặt". Ngày 12 tháng 2, sau khi nhận được bản báo cáo tóm lược sự kiện từ Hội đồng An ninh Quốc gia Hoa Kỳ, Lãnh đạo Đa số Thượng viện Chuck Schumer nói rằng nước Mỹ tin rằng cả hai vật thể Yukon và Alaska đều là bóng thám không. Người phát ngôn của Hội đồng An ninh Quốc gia John Kirby tuyên bố rằng họ đang cân nhắc rằng quả bóng thám không, cũng như những quả bóng thám không khác bị bắn rơi trong cùng khoảng thời gian, "có liên quan đến các tổ chức thương mại hoặc nghiên cứu và do đó hoàn toàn lành tính." Một quan chức Canada giấu tên nói chuyện với tờ The Globe and Mail cho biết vật thể này được cho là một quả bóng thám không do thám có nguồn gốc từ Trung Quốc hoặc Nga.
Bộ trưởng Bộ Quốc phòng Canada Anita Anand cho biết vật thể này đang bay ở độ cao khoảng 40.000 feet và gây ra mối đe dọa vừa phải đối với sự an toàn của các chuyến bay dân sự. Bà gọi nó là hình trụ và nhỏ hơn quả bóng thám không của Trung Quốc bị bắn rơi vài ngày trước đó. Anand bác bỏ ý kiến cho rằng không có lý do gì mà tác động của vật thể này lại được công chúng quan tâm. Nhà Trắng cho biết tổng thống Joe Biden và Trudeau đã "thảo luận về tầm quan trọng của việc thu hồi vật thể để xác định thêm chi tiết về mục đích hoặc nguồn gốc của nó".
Những người đam mê phát thanh nghiệp dư suy đoán rằng vật thể này có thể là một khinh khí cầu pico vô tuyến nghiệp dư có tín hiệu gọi K9YO, do lần liên lạc được báo cáo cuối cùng của khinh khí cầu là ngay trước khi nó trôi dạt qua Yukon, tại cùng địa điểm và thời gian nơi vụ bắn hạ được báo cáo. Khinh khí cầu đã bay trên không trong 124 ngày và bay vòng quanh thế giới 7 lần trước khi được thông báo mất tích. Khinh khí cầu pico bay vòng quanh tầm cao, có giá từ 12 đô la đến 180 đô la, nặng dưới 6 lb và chứa đầy khí heli hoặc khí hydro. Những người có sở thích đã sử dụng chúng trong suốt một thập kỷ vừa qua. Khinh khí cầu Pico đủ nhỏ nên chúng không được coi là mối nguy hiểm đối với máy bay và do đó, loại khinh khí cầu này đã được đăng ký với Ủy ban Truyền thông Liên bang chứ không phải là Cục Hàng không Liên bang.

## Bắn hạ
NORAD đã ra lệnh cho một chiếc F-22 của Không quân Mỹ bắn hạ vật thể trong không phận Canada, đánh dấu lần tiêu diệt không đối không thứ ba của chiến đấu cơ này. Vật thể bị bắn hạ lúc 3 giờ 41 phút sáng theo giờ địa phương. Vật thể này cũng sẽ bị Cảnh sát Kỵ binh Hoàng gia Canada điều tra với sự hỗ trợ của Cục Điều tra Liên bang. Vụ bắn hạ này đánh dấu lần triển khai NORAD đầu tiên nhằm bắn hạ một vật thể trên không trong lịch sử 64 năm của tổ chức cảnh báo hàng không vũ trụ và chủ quyền trên không Mỹ-Canada.

## Hoạt động thu hồi
Quân đội và cảnh sát Canada đã ra sức tìm kiếm tàn dư của vật thể lạ trên một phần lớn của Yukon, khoảng giữa Thành phố Dawson và Mayo. Cảnh sát Kỵ binh Hoàng gia Canada (RCMP) cho biết khu vực tìm kiếm bao gồm 3.000 km vuông (1.870 dặm vuông) "địa hình núi non hiểm trở với lớp băng tuyết rất dày" ở Yukon. Bộ trưởng Quốc phòng Canada Anand cho biết mảnh vỡ nằm ở đâu đó "phía đông bắc Thành phố Dawson" ở một địa điểm xa xôi giữa "địa hình núi cao phức tạp có xu hướng thách thức điều kiện thời tiết phía bắc". Các quan chức cảnh báo rằng do điều kiện rộng lớn và khắc nghiệt của Yukon, có thể vật thể sẽ không được định vị.
RCMP dẫn đầu nỗ lực tìm kiếm, với sự phối hợp của Cơ quan An toàn Công cộng Canada và sự hỗ trợ từ các đơn vị Lực lượng Vũ trang Canada có trụ sở tại Yukon. Quân đội Mỹ, FBI, và Lực lượng Phòng vệ Bờ biển Hoa Kỳ cũng tham gia tìm kiếm chung. Không quân Hoàng gia Canada được triển khai trong nỗ lực thu hồi bao gồm một máy bay tìm kiếm và cứu hộ CC-130H Hercules, hai máy bay đa dụng CC-138 Twin Otter, và nhiều trực thăng CH-148 Cyclone và CH-149 Cormorant.
Sau khi tuyết rơi trong khu vực khiến các mảnh vỡ trở nên khó tìm, cuộc tìm kiếm đã bị đình chỉ vào ngày 17 tháng 2.